# Parasuchidae
Parasuchidae — викопна родина плазунів ряду фітозаврів (Phytosauria), що існувала у тріасовому періоді. Їхні рештки знайдено з відкладень пізнього тріасу в Європі, Північній Америці, Індії, Марокко, Таїланді, Бразилії, Гренландії і на Мадагаскарі.

## Таксономія

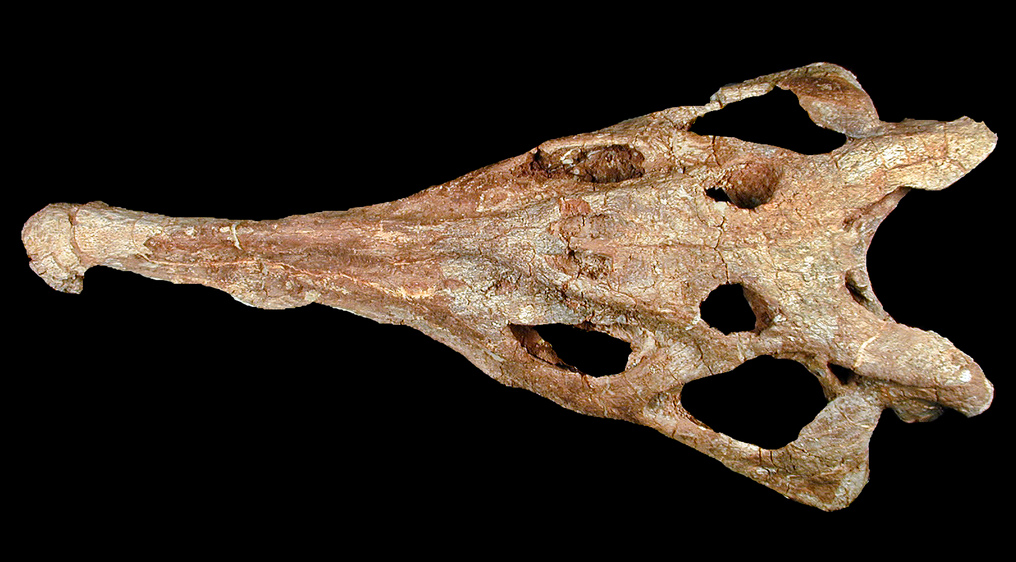
Череп Machaeroprosopus mccauleyi

Це таксон включає більшу частину фітозаврів, за винятком тих, що є базальнішими за Diandongosuchus. Базальні фітозаври мають коротшу морду ніж у Parasuchidae. Родина містить кладу, яка традиційно була відома як родина Phytosauridae, а зараз визначена як підродина Mystriosuchinae.
У 2016 році кладу було визначено як останнього спільного предка Parasuchus hislopi Lydekker, 1885, Wannia scurriensis (Langston, 1949) і Mystriosuchus planirostris (Meyer, 1863); і всі його нащадки.

## Спосіб життя
Це були прісноводні хижаки, що вели спосіб життя подібний до сучасних крокодилів.